# Arenaria quadridentata
Arenaria quadridentata là loài thực vật có hoa thuộc họ Cẩm chướng. Loài này được (Maxim.) F.N.Williams mô tả khoa học đầu tiên năm 1898.